# Aérodrome de Maré
L'aérodrome de Maré - La Roche (code IATA : MEE • code OACI : NWWR) est un aéroport intérieur de la Nouvelle-Calédonie, situé à La Roche dans la commune de Maré, qui se situe dans la Province des îles Loyauté. L'aéroport est desservi entre autres par les compagnies Air Calédonie et Air Loyauté. Les vols sont principalement en provenance et à destination de l'aéroport Nouméa Magenta, mais aussi des vols vers les îles voisines de Lifou et de Tiga sont régulièrement opérés par Air Loyauté.
| \| 30 km1:3 725 000 \| Tiga Maré Lifou Koumac Koné Bélep Ouvéa Île des Pins Nouméa La Tontouta Nouméa Magenta Touho Bourail Canala La Foa |
| 30 km1:3 725 000 |

## Statistiques
Pour des raisons techniques, il est temporairement impossible d'afficher le graphique qui aurait dû être présenté ici.

Voir la requête brute et les sources sur Wikidata.

### Compagnie aérienne et destinations
| Compagnies    | Destinations                                      |
| ------------- | ------------------------------------------------- |
| Air Calédonie | Lifou-Wanaham, Nouméa Magenta, Ouvéa-Ouloup, Tiga |

Édité le 05/12/2022